# Анджелини, Джузеппе (живописец)
Джузеппе Анджелини, известный также как «Королева» (итал. Giuseppe Angelini; la Regina; около 1675, Асколи-Пичено — 20 ноября 1751, Асколи-Пичено) — итальянский живописец и рисовальщик-орнаменталист.
Родился в Асколи-Пичено (регион Марке). Обучался живописи у Людовико Трази, затем перешел на работу к Джузеппе Джосафатти, позднее — к Карло Палуччи. Художник получил своё прозвание, когда работал актёром в костюме королевы Дидоны. Известен тем, что изображал цветы, орнаменты и пейзажи. 
Умер от инсульта в Асколи и похоронен в приходской церкви Сан-Мартино.